# 秀峰乡
秀峰乡，是中华人民共和国福建省漳州市平和县下辖的一个乡镇级行政单位。

秀峰乡全境可說閩南語、客語。口音和隔鄰的長樂鄉較為一致。秀峰人說蘆溪鎮民是「死福」（單說閩南語）、長樂鄉是「死客」（單說客語）。
秀峰乡鄉治 5,000 多人均為游姓，來自永定縣大溪鄉、下洋鎮月流。
秀峰南邊的福塘、文田姓朱、曾，跟崎嶺鄉的浮墩周氏客語村落連成一氣。
秀峰乡福塘姓朱、曾的是由平和九峰蘇洋搬來的。
秀峰乡坪回黃氏由永定金豐里經平和縣霞寨大坪遷來。
秀峰乡三聯村甜竹子劉氏來自廣東大埔百侯松柏坑。
廣東陸河縣治河田鎮近郊「漳州話」使用者以張姓最多，即來自平和縣秀峰鄉南豐村墩上、墩下。

## 行政区划
秀峰乡下辖以下地区：
秀峰村、龙岭村、坝头村、坪洄村、坪东村、三联村、双塘村、文田村、南峰村和福塘村。